# Fotballklubben Mandalskameratene 2007
Questa voce raccoglie le informazioni riguardanti il Fotballklubben Mandalskameratene nelle competizioni ufficiali della stagione 2007.

## Rosa
| N. |                      | Ruolo | Calciatore               |
| -- | -------------------- | ----- | ------------------------ |
| 1  | Norvegia (bandiera)  | P     | Bjørn Arild Hovstøl      |
| 2  | Norvegia (bandiera)  | C     | Ole Marius Gundersen     |
| 3  | Norvegia (bandiera)  | D     | Aleksander Andersen      |
| 5  | Norvegia (bandiera)  | D     | Kjetil Ruthford Pedersen |
| 6  | Canada (bandiera)    | C     | Kevin De Serpa           |
| 6  | Norvegia (bandiera)  | C     | Esben Ertzeid            |
| 6  | Norvegia (bandiera)  | C     | Ole Christian Jørgensen  |
| 7  | Norvegia (bandiera)  | C     | Magne Nilsen             |
| 8  | Norvegia (bandiera)  | A     | Tom Sagebakken           |
| 9  | Norvegia (bandiera)  | D     | Leif Otto Paulsen        |
| 9  | Danimarca (bandiera) | A     | Kenneth Knudsen          |
| 10 | Norvegia (bandiera)  | C     | Espen Hægeland           |
| 11 | Norvegia (bandiera)  | A     | Kim Tangedal             |
| 14 | Norvegia (bandiera)  | D     | Vegard Landaas           |

| N. |                      | Ruolo | Calciatore           |
| -- | -------------------- | ----- | -------------------- |
| 15 | Norvegia (bandiera)  | D     | Avni Pepa            |
| 15 | Norvegia (bandiera)  | D     | Sven Fredrik Stray   |
| 16 | Norvegia (bandiera)  | C     | Kjetil Myrvold       |
| 17 | Norvegia (bandiera)  | D     | Inge Nilsen          |
| 18 | Norvegia (bandiera)  | C     | Stian Urestad Nilsen |
| 19 | Norvegia (bandiera)  | A     | Magnus Ask Mikkelsen |
| 20 | Norvegia (bandiera)  | A     | Thomas Seland        |
| 21 | Norvegia (bandiera)  | D     | Stefan Strandberg    |
| 22 | Norvegia (bandiera)  | P     | Thomas Lia           |
| 22 | Norvegia (bandiera)  | P     | Terje Reinertsen     |
| 23 | Norvegia (bandiera)  | A     | Torger Motland       |
| 24 | Norvegia (bandiera)  | D     | Tore Hansen          |
| –– | Danimarca (bandiera) | A     | Anders Kaagh         |

## Risultati

### Campionato

#### Girone di andata
| Arbitro: | Sælen (Bergen) |

|                                  |           |  |
| Pedersen 32’ (rig.) Hægeland 86’ | Marcatori |  |

| Arbitro: | Nordby |

|                                                                            |           |           |
| Olsen 6’, 34’, 84’ Berg 29’ Theting 33’ Martins 38’, 50’ (rig.) Hamoud 87’ | Marcatori | 75’ Kaagh |

| Arbitro: | Høgberg |

|               |           |                     |
| Mikkelsen 21’ | Marcatori | 5’, 29’, 90’ Ahamed |

| Arbitro: | Ahlsen |

|                          |           |             |
| Brandshaug 12’ Strøm 19’ | Marcatori | 27’ Ertzeid |

| Arbitro: | Edvartsen (Hamar) |

|  |           |                                         |
|  | Marcatori | 2’ M. Diouf 65’ Tomaz Junior 77’ Ertsås |

| Arbitro: | Høgberg |

|                                       |           |  |
| Borgvardt 4’ Oyuga 84’ Stokkeland 90’ | Marcatori |  |

| Arbitro: | Toppe |

|                            |           |                           |
| Knudsen 53’ Sagebakken 61’ | Marcatori | 1’, 75’ Güven 23’ Hemberg |

| Arbitro: | Kamben |

|                                    |           |  |
| Walde 13’, 77’ Marøy 30’ Šarić 48’ | Marcatori |  |

| Arbitro: | Kjensli |

|                           |           |                 |
| Mikkelsen 4’ Hægeland 60’ | Marcatori | 61’, 83’ H. Flo |

| Arbitro: | Nordby |

|                                    |           |  |
| Krogstad 24’ Muiruri 31’ Askar 85’ | Marcatori |  |

| Arbitro: | Hakestad |

|               |           |                  |
| Mikkelsen 67’ | Marcatori | 6’, 45’ Johansen |

| Arbitro: | Hafsås |

|                     |           |             |
| Voll 7’ Saaliti 76’ | Marcatori | 83’ Knudsen |

| Arbitro: | Borgersen |

|                              |           |          |
| Kvalheim 13’, 78’ Ystaas 66’ | Marcatori | 72’ Pepa |

| Mandal 1º luglio 2007, ore 18:00 CEST 14ª giornata                         | Mandalskameratene | 0 – 3 referto                            | HamKam | Idrettsparken (871 spett.) |
| \| \| \| \| \| \| Marcatori \| 33’ Olsen 58’ (rig.) Pasoja 66’ Ringberg \| |                   |                                          |        |                            |
|                                                                            |                   |                                          |        |                            |
|                                                                            | Marcatori         | 33’ Olsen 58’ (rig.) Pasoja 66’ Ringberg |        |                            |

| Arbitro: | Hakestad |

|                          |           |                           |
| Moh. Abdellaoue 50’, 85’ | Marcatori | 59’ Arneberg 65’ Hægeland |

#### Girone di ritorno
| Arbitro: | Kjensli |

|                                      |           |                           |
| Samuelsson 65’ Lindau 75’ Holtet 90’ | Marcatori | 25’ Pedersen 55’ Pedersen |

| Arbitro: | Nordby |

|                                        |           |                             |
| Ertzeid 7’ Sagebakken 40’ Pedersen 47’ | Marcatori | 58’, 80’ Råstad 82’ Theting |

| Arbitro: | Krokdal |

|               |           |                    |
| Samuelsen 30’ | Marcatori | 7’ (rig.) Pedersen |

| Arbitro: | Ahlsen |

|              |           |                              |
| Hægeland 28’ | Marcatori | 5’ Weaver 45’ Storm 84’ Moen |

| Arbitro: | Krokdal |

| |           |             |
| M. Diouf 9’, 41’ Baldvinsson 11’, 14’ D. Berg Hestad 33’ Hoseth 37’, 57’ (rig.) Tomaz Junior 47’ Rindarøy 51’ Strandberg 67’ (aut.) Pepa 70’ (aut.) Ertsås 85’ | Marcatori | 23’ Ertzeid |

| Arbitro: | Hansen |

|              |           |                              |
| Pedersen 30’ | Marcatori | 13’ Stokkeland 57’ Borgvardt |

| Arbitro: | Toppe |

|           |           |                                                              |
| Mendy 64’ | Marcatori | 58’ S. Nilsen 60’ Sagebakken 62’ (rig.), 77’ (rig.) Pedersen |

| Arbitro: | Ahlsen |

|                                        |           |  |
| M. Nilsen 6’ Pedersen 51’ Hægeland 70’ | Marcatori |  |

| Arbitro: | Kjensli |

|                                          |           |                         |
| Heggestad 47’ Lubieniecki 74’ H. Flo 81’ | Marcatori | 8’ (rig.), 15’ Pedersen |

| Arbitro: | Nordby |

|                                           |           |                                       |
| Hægeland 35’ Sagebakken 45’ S. Nilsen 87’ | Marcatori | 43’ (rig.), 82’ Bræmer 78’ Fredriksen |

| Arbitro: | Alapnes |

|                                                                     |           |             |
| Thioune 9’ Halvorsen 32’, 63’ Johannessen 44’ Jusufi 56’ Turner 90’ | Marcatori | 75’ Paulsen |

| Arbitro: | Døvle |

|                            |           |                               |
| S. Nilsen 44’ Pedersen 54’ | Marcatori | 2’ Eftedal 57’ (rig.) Hanssen |

| Arbitro: | Hansen |

|                                                      |           |                                    |
| Skogseid 32’ (aut.) Hægeland 42’, 65’ Sagebakken 81’ | Marcatori | 2’ Velta 19’ Samuelsen 60’ Alsaker |

| Arbitro: | Hakestad |

|                                                              |           |  |
| Michaelsen 5’, 31’ Rise 48’ Hagen 55’ Øverby 74’ Abiodun 79’ | Marcatori |  |

| Arbitro: | Kamben |

|               |           |             |
| Mikkelsen 50’ | Marcatori | 31’ Laajaab |

### Coppa di Norvegia
| Arbitro: | Hakestad |

|           |           |                                         |
| Tveit 17’ | Marcatori | 5’, 12’ Hægeland 24’ Ertzeid 55’ Hansen |

| Kopervik 13 giugno 2007, ore 18:00 CEST Secondo turno                                    | Kopervik  | 3 – 1 referto | Mandalskameratene | Åsebøen Stadion |
| \| \| \| \| \| Ystås 25’ Eikeskog 12’ Idar Mathiassen 90’ \| Marcatori \| 70’ Knudsen \| |           |               |                   |                 |
|                                                                                          |           |               |                   |                 |
| Ystås 25’ Eikeskog 12’ Idar Mathiassen 90’                                               | Marcatori | 70’ Knudsen   |                   |                 |